# داسل
دازل (بالألمانية: Dassel) هي بلدة ألمانية تقع في ألمانيا في سكسونيا السفلى. يقدر عدد سكانها بـ 10,975 نسمة .

## توأمة
لداسل اتفاقيات توأمة مع:
- موكرن